# Lydia Taft
Pour les articles homonymes, voir Taft.
Lydia Taft, née Chapin le 2 février 1712 et mort le 9 novembre 1778, est la première femme connue à voter légalement dans l'Amérique coloniale. Ce premier vote a lieu lors d'une assemblée municipale dans la ville d'Uxbridge, en Nouvelle-Angleterre, dans la colonie du Massachusetts, le 30 octobre 1756.

## Jeunesse
Lydia Chapin est née à Mendon dans la colonie de la baie du Massachusetts, le 2 février 1712. Elle est la fille de Bethia (née Thurston) et de Seth Chapin, qui est un membre respecté de la communauté et un capitaine de la milice. Sa mère donne naissance à 14 enfants. Lydia grandit avec neuf frères et sœurs sur 45 acres (182 108,5389 m2) près du pont Post's Lane et de la rivière Mill à Mendon. Son père possède des propriétés dans ce qui est aujourd'hui Milford, South Hopedale et Mendon.

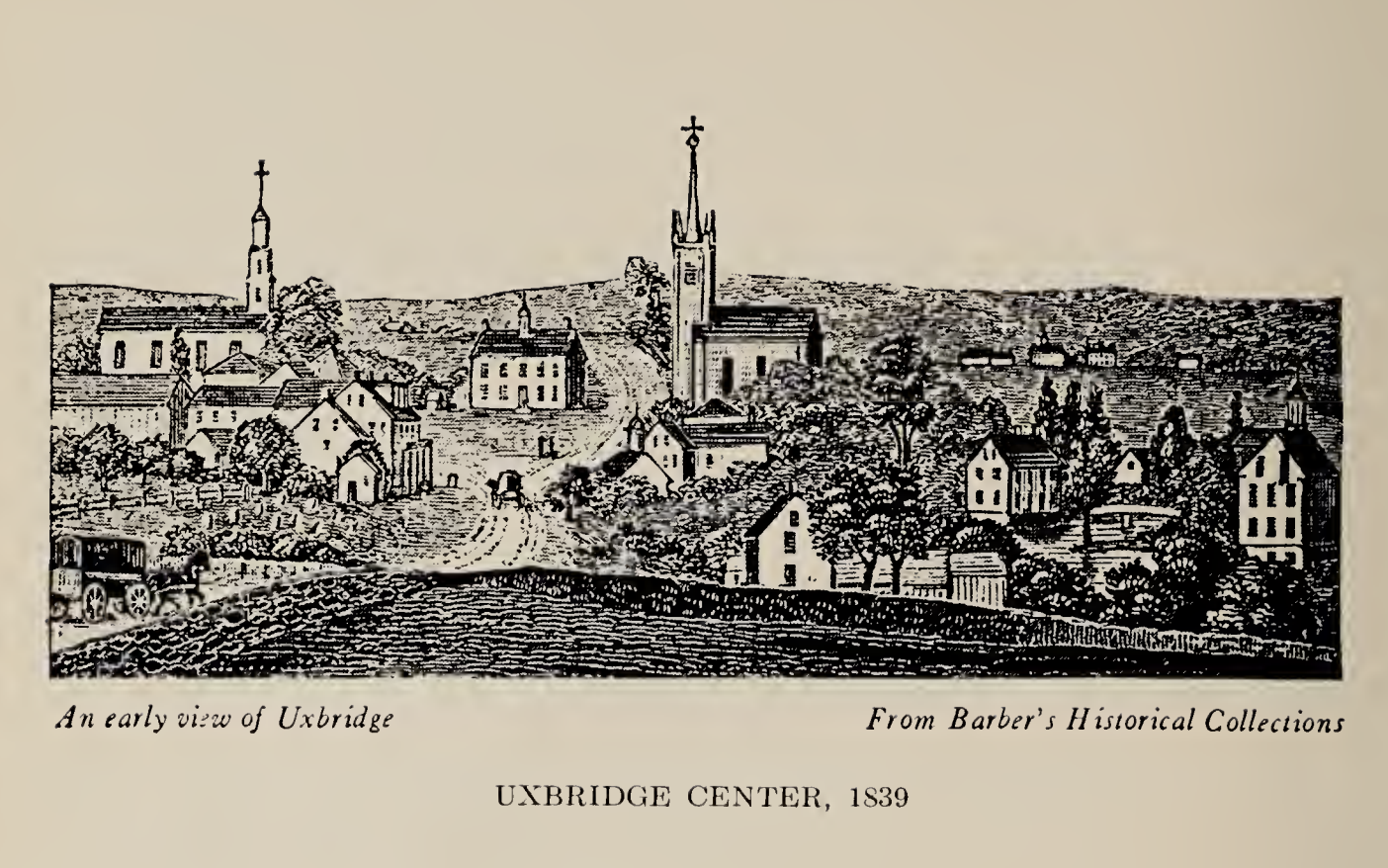
Centre d'Uxbridge, Massachusetts, en 1839.

En 1727, la partie ouest de Mendon devient la ville nouvellement constituée d'Uxbridge,. Mendon et Uxbridge sont, à cette époque, des communautés rurales du centre du Massachusetts. En 1731, ces communautés sont intégrées au nouveau comté de Worcester.

## Mariage et enfants
Lydia Chapin épouse Josiah Taft (en), le 28 décembre 1731, à Mendon, devenant Lydia Taft, à l'Église congrégationaliste.
Les Tafts s'installent à Uxbridge, et ont huit enfants : Josiah (né le 10 mai 1733), Ebenezer (né le 20 août 1735), Caleb (né le 15 janvier 1738 ou 1739), Asahel (né le 23 avril 1740), Joel (né le 15 août 1742), Joel (né le 19 février 1748 ou 1749), Bazaleel (né le 3 novembre 1750) et Chloe (née le 7 juin 1753).
Josiah devient un citoyen éminent au début d'Uxbridge en tant que riche fermier, fonctionnaire local, membre de la milice et législateur du Massachusetts. Il exerce plusieurs mandats en tant que membre du conseil des élus, en tant que greffier de la ville, en tant que modérateur de la ville, et à la Cour générale du Massachusetts (1753). Josiah devient le plus gros contribuable de la ville d'Uxbridge en 1756.
À l'automne 1756, Caleb, le fils de Taft et de Josiah, âgé de 18 ans, tombe malade alors qu'il étudie à Harvard et meurt le 19 septembre. Après s'être rendu à Cambridge pour enterrer Caleb, Josiah lui-même tombe malade et meurt le 30 septembre, à l'âge de 47 ans, laissant derrière lui une succession importante.

## Vote
Taft devient la plus grande propriétaire foncière d'Uxbridge et, sur la base du principe « pas d'imposition sans représentation », elle est nommée électrice par procuration,,, la première femme électrice d'Amérique,. Un autre facteur est que son fils aîné vivant, Bazaleel (en), est encore mineur.
Le 30 octobre 1756, une importante assemblée municipale publique est tenue pour décider s'il faut soutenir l'effort de guerre franco-indien,. Le vote de Taft permet de mettre fin à ce qui aurait autrement été une égalité. La ville fournit un soutien financier à la guerre,,. Taft apparaît et a peut-être voté à deux autres réunions officielles de la ville d'Uxbridge, en 1758 et 1765. Le vote historique de Taft précède de 164 ans l'amendement constitutionnel pour le suffrage des femmes.

## Décès et héritage
Taft décède à Uxbridge le 9 novembre 1778, pendant la guerre d'indépendance américaine.
Le juge Henry Chapin (en) proclame dans un discours de 1864 à l'église unitarienne que « Uxbridge pourrait encore devenir célèbre comme la pionnière de la cause du suffrage des femmes ». L'affirmation de Chapin selon laquelle Taft est la première femme à avoir voté est contestée par les historiens récents,. Le rôle de Taft dans l'histoire du suffrage des femmes est reconnu par la cour générale du Massachusetts depuis 2004, lorsqu'elle nomme la Massachusetts Route 146 (en), d'Uxbridge à la frontière du Rhode Island, en son honneur,.